# Amara celiana
Amara celiana är en skalbaggsart som beskrevs av Stehr. Amara celiana ingår i släktet Amara och familjen jordlöpare. Inga underarter finns listade i Catalogue of Life.